# Ancora (brano musicale)
Ancora è una canzone incisa da Eduardo De Crescenzo nel 1981 e presentata nella XXXI edizione del Festival di Sanremo, dove fu finalista e si aggiudicò il premio assegnato da una "supergiuria" per la migliore interpretazione.

## Descrizione
Autori del brano, che fa parte dell'album omonimo e pubblicata sul singolo Ancora/Il treno, sono Franco Migliacci (autore del testo) e Claudio Mattone (autore della musica).
Si tratta non solo del brano che lanciò al successo il cantante napoletano, all'epoca prodotto da Mattone, ma anche di uno degli evergreen della musica leggera italiana, più volte eseguito da vari interpreti in diversi eventi musicali. È anche uno dei brani italiani che garantiscono i maggiori proventi per i diritti d'autore SIAE, terzo dopo Suona chitarra  e Romagna mia .

## Storia

### La canzone al Festival di Sanremo 1981
Quella del 1981 con Ancora rappresentò per l'allora quasi trentenne e semisconosciuto cantante napoletano Eduardo De Crescenzo la prima partecipazione a un Festival di Sanremo.
De Crescenzo, inserito nel gruppo "A", quello formato per lo più da cantanti nuovi e che doveva sottostare al giudizio delle giurie, si esibì nel corso della prima serata del Festival, che si svolse il 5 febbraio 1981.

Ancora passò il turno, guadagnandosi così l'accesso alla finale, assieme a La barca non va più  di Orietta Berti, a Caffè nero bollente di Fiorella Mannoia e a Roma spogliata  di Luca Barbarossa.
Nell'ultima serata del Festival, svoltasi il 7 febbraio, De Crescenzo si esibì per quattordicesimo, dopo Pensa per te di Marcella Bella e prima di Midnight dei Passengers.
Alla fine, nella classifica della manifestazione, il brano rimase fuori dalla "Top Ten" , ma si aggiudicò il premio per la migliore interpretazione, assegnato da una giuria presieduta dal regista Sergio Leone.

### Dopo il Festival
Nelle classifiche di vendite, Ancora raggiunse il 5º posto nel marzo del 1981 e fu in assoluto il 42º disco più venduto di quell'anno.

## Testo
Il testo parla di un uomo che è stato lasciato dalla donna che ama, proprio quando ne è più che mai innamorato e quando pensava di essere riuscito - dopo vari tentativi e tra mille difficoltà - a conquistarla. Ricordando la notte d'amore trascorsa con lei, l'uomo non riesce più a pensare ad altre donne e si dice disposto a fare qualche pazzia pur di riconquistarla.
(Ancora, 1981)
(Ancora, 1981)

## Cover
Tra i cantanti che hanno eseguito una cover di Ancora, figurano:
- Mina (cover contenuta negli album Sì, buana del 1986 e Mina Sanremo del 1998)
- Anna Oxa
- Ornella Vanoni
- Il Volo (cover interpretata al Festival di Sanremo nel 2015 e inclusa nell'album Sanremo grande amore)
- Mireille Mathieu col brano Encore et encore con il testo di Charles Aznavour.
- André Hazes con il brano Nee Nooit Meer
- Ana Belen con il brano Ahora.
- Hélène Ségara cover inserita nel suo album Amaretti (2016).

## La canzone al cinema e in TV
- Una strofa della canzone viene citata da Jerry Calà nel film Vacanze di Natale del 1983.
- Il brano è stato utilizzato come sigla dei programmi condotti da Gigi Marzullo[6], soprattutto per la rubrica televisiva notturna Sottovoce.